# Марко Ивелић
Марко Ивелић (Рисан, 1740 — 1825) је био Србин из Рисна који је постао генерал руске војске и руски гроф.
Ступио је 1770. у службу руског адмирала Алексеја Орлова и учествовао је у рату против Турака у Боки которској. Био је командант дела руске средоземне флоте. Руском флотом јеје командовао Орлов, који је поразио турску флоту код Чесме, недалеко од острва Хиоса. У тој бици је учествовао Марко Ивелић и преко сто помораца из Боке. Као пуковник копнене војске Марко Ивелић предводи 12 батаљона Црногораца у борбама против Турака. Руска влада му је поверила мисију да у Боки которској, Херцеговини и Црној Гори диже устанак против Турака за време руско-турског рата. Постао је генерал руске војске 1800.
Руски цар га шаље у дипломатску мисију. Бока которска је била под Аустријом. Русија је била заинтересована за Боку, Дубровник и Црну Гору. Убрзо Наполеонова војска заузима Боку, А Марко Ивелић се укључује у борбу против француске власти у Боки. Измећу Марка и владике Петра I дошло је до несугласица, јер је владика тврдио да Марко штити не црногорске, него руске интересе.
Током Првог српског устанка посредовао је и преносио поруке руском цару. Успео је наговорити Русе да стационирају своју војску у Београду и Шапцу. Карађорђе није Русима дао калемегданску тврђаву, а за Ивелића је тврдио да заступа више руске од српских интереса. Постао је лични изасланик руског цара. Убедио је устаничке вође да прихвате неповољне одредбе Букурешког мира.